# Canton d'Eaubonne
Le canton d'Eaubonne est une ancienne division administrative française, située dans le département du Val-d'Oise et la région Île-de-France.

## Composition
Le canton d'Eaubonne était composé de la seule commune d'Eaubonne (22 882 habitants).

## Histoire
Canton créé en 1967, au moment de la création du département du Val-d'Oise, il disparait en 2015.

## Administration
| Période | Période          | Identité          | Étiquette       | Qualité                                                                                                  |
| ------- | ---------------- | ----------------- | --------------- | --- |
| 1967    | 1979 (démission) | André Petit       | CD puis UDF-CDS | Ingénieur Député (1978-1981) Maire d'Eaubonne (1965-2001)                                                |
| 1979    | 2004             | Guy Bonnet        | UDF-CDS         | Cadre de banque Adjoint au Maire d'Eaubonne                                                              |
| 2004    | 2015             | François Balageas | PS              | Artisan peintre-décorateur puis professeur de lycée technique à la retraite Maire d'Eaubonne (2001-2014) |